# Udby Kirke (Norddjurs Kommune)
 For alternative betydninger, se Udby Kirke. (Se også artikler, som begynder med Udby Kirke)
Udby Kirke ligger i Udby Sogn i Rougsø Herred, nu beliggende i Norddjurs Kommune.
Kirken bliver brugt som sømærke ved indsejlingen til Randers Fjord
- Udby Kirke på afstand
- Udby Kirke indre

## Eksterne kilder og henvisninger
- Udby Kirke hos KortTilKirken.dk

- Wikimedia Commons har flere filer relateret til Udby Kirke (Norddjurs Kommune)